# Palanutsaari (ö i Södra Savolax, Nyslott, lat 61,83, long 28,69)
Palanutsaari är en ö i Finland. Den ligger i sjön Pihlajavesi och i kommunen Nyslott i  landskapet Södra Savolax, i den sydöstra delen av landet, 270 km nordost om huvudstaden Helsingfors. Öns area är 1 hektar och dess största längd är 230 meter i sydöst-nordvästlig riktning.